# Geografía de San Vicente y las Granadinas

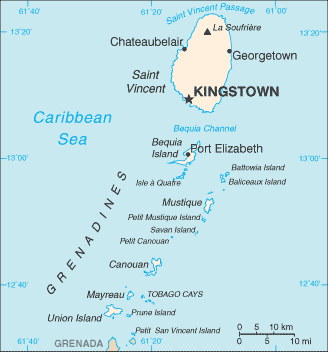
Mapa de San Vicente y las Granadinas.

Las islas que componen San Vicente y las Granadinas son de origen volcánico y presentan montañas boscosas. La más alta es el pico Soufrière.
San Vicente y las Granadinas se encuentra entre Santa Lucía y Granada en las islas de Barlovento de las Antillas Menores, un arco insular del mar Caribe. Las islas de San Vicente y las Granadinas incluyen la isla principal de San Vicente (344 km²), donde se encuentra su capital, Kingstown y las dos terceras partes de las Granadinas del norte (45 km²), una cadena de pequeñas islas estirándose hacia el sur desde San Vicente hasta Granada. Las principales islas de este bloque son Bequia, Mustique, Canouan, Mayreau y Unión, al norte de la costa de Venezuela.
El resto de las islas Granadinas son administradas por Granada.
- Datos: Q3097965
- Multimedia: Geography of Saint Vincent and the Grenadines / Q3097965